# انكماش الجلطة
انكماش الجلطة (بالإنجليزية: Clot retraction)‏ هو انكماش الخثرة الدموية على مر عدة أيام، حيث أن حافات جدار الوعاء الدموي في نقطة الجرح تقترب من بعضها ببطء لإعادة التآمه.
و يعتمد انكماش الجلطة على إفراز عوامل التخثر المتعددة والتي تفرز من الصفائح الدموية المحصورة في شبكة الفايبرين في الخثرة الدموية.
و إن عدم حدوث هذه العملية يعد دليلاً على قلة عدد الصفائح الدموية أو في ظروف نادرة دليل على ضعف الصفائح.